# 機械征服者
機械征服者（Stuck with Hackett）是Silver Machine在科學頻道所製作的節目，開播於2011年8月18日。內容通常為克里斯·哈克特（Chris Hackett）會在一個指定的場所，使用該場所的廢棄物品來達成該集的目標。